# 페리틴
페리틴(Ferritin)은 철분을 저장하고 통제된 방식으로 방출하는 보편적인 세포내 단백질이다. 이 단백질은 고세균, 박테리아, 조류, 고등 식물 및 동물을 포함한 거의 모든 살아있는 유기체에 의해 생산된다. 이는 원핵생물과 진핵생물 모두에서 주요 세포내 철분 저장 단백질로, 철분을 용해성 및 무독성 형태로 유지한다. 인간의 경우 철분 결핍 및 철분 과부하에 대한 완충 역할을 한다.
페리틴은 대부분의 조직에서 세포질 단백질로 발견되지만 소량은 철 운반체 역할을 하는 혈청으로 분비된다. 혈장 페리틴은 또한 체내에 저장된 철분의 총량을 간접적으로 나타내는 지표이다. 따라서 혈청 페리틴은 철결핍성 빈혈의 진단 테스트로 사용된다. 응집된 페리틴은 헤모시데린(hemosiderin)이라는 독성 형태의 철로 변환된다.
페리틴은 다중 금속-단백질 상호작용이 있는 속이 빈 나노케이지를 형성하는 24개의 단백질 하위 단위로 구성된 구상 단백질 복합체이다. 철분과 결합되지 않은 페리틴을 아포페리틴이라고 한다.

## 같이 보기
- 트랜스페린